# Qualiano
Qualiano ist eine Gemeinde mit 24.651 Einwohnern (Stand 31. Dezember 2023) in der Metropolitanstadt Neapel, Region Kampanien.
Die Nachbarorte von Qualiano sind Calvizzano, Giugliano in Campania und Villaricca.

## Bevölkerungsentwicklung
Qualiano zählt 7926 Privathaushalte. Zwischen 1991 und 2001 stieg die Einwohnerzahl von 20.054 auf 24.542. Dies entspricht einem prozentualen Zuwachs von 22,4 %.